# Amphisternus malaccanus
Amphisternus malaccanus es una especie de coleóptero de la familia Endomychidae.

## Distribución geográfica
Habita en Malaca.